# Perivaldo
Perivaldo, właśc. Perivaldo Lúcio Dantas (ur. 12 lipca 1953 w Itabunie, zm. 27 lipca 2017 w Rio de Janeiro) – brazylijski piłkarz, występujący podczas kariery na pozycji prawego obrońcy.

## Kariera klubowa
Karierę piłkarską Perivaldo rozpoczął w klubie Itabuna EC w 1973. W 1975 został zawodnikiem EC Bahia. W lidze brazylijskiej zadebiutował 24 sierpnia 1975 w zremisowanym 0-0 meczu z CR Flamengo. Z Bahią zdobył mistrzostwo stanu Bahia – Campeonato Baiano w 1975. W latach 1977–1982 był zawodnikiem Botafogo FR.
W 1983 występował w SE Palmeiras, skąd przeszedł do Bangu AC, w którym zakończył karierę w 1986. W barwach Bangu 10 lutego 1985 w wygranym 4-1 meczu z Desportivą Cariacica Perivaldo wystąpił po raz ostatni w lidze brazylijskiej. Ogółem w latach 1975–1985 wystąpił w lidze w 142 meczach, w których strzelił 16 bramek. Z Bangu zdobył wicemistrzostwo Brazylii 1985.

## Kariera reprezentacyjna
W reprezentacji Brazylii Perivaldo zadebiutował 8 lipca 1981 w wygranym 1-0 towarzyskim meczu z reprezentacją Hiszpanii. Drugi i ostatni raz w oficjalnym meczu reprezentacji Perivaldo wystąpił 3 marca 1982 w zremisowanym 1-1 towarzyskim meczu z reprezentacją Czechosłowacji.
| Mecze i gole w reprezentacji | Mecze i gole w reprezentacji | Mecze i gole w reprezentacji | Mecze i gole w reprezentacji | Mecze i gole w reprezentacji | Mecze i gole w reprezentacji | Mecze i gole w reprezentacji |
| #                            | Data                         | Miasto                       | Przeciwnik                   | Gol                          | Wynik                        | Rozgrywki                    |
| ---------------------------- | ---------------------------- | ---------------------------- | ---------------------------- | ---------------------------- | ---------------------------- | ---------------------------- |
| 1.                           | 08.07.1981                   | Salvador                     | Hiszpania                    |                              | 1:0                          | towarzyski                   |
| N1.                          | 23.09.1981                   | Maceió                       | Irlandia nieof.              |                              | 6:0                          | towarzyski                   |
| 2.                           | 03.03.1982                   | São Paulo                    | Czechosłowacja               |                              | 1:1                          | towarzyski                   |